# Italeri

Italeri est une société Italienne de maquettes en plastique. Anciennement nommée Italaerei, la société est créée en 1962 par Giuliano Malservisi et Gian Pietro Parmeggiani. Basée à Bologne, elle produit au départ des kits d'avion et de maquettes militaires. Italeri a agrandi sa gamme, et chaque année sort de nouveaux modèles. Les kits produits sont le plus souvent aux échelles 1/72 et 1/35. Elle propose aussi une gamme de camions au 1/24.